# Dílar
Dílar es una localidad y municipio español situado en la parte meridional de la comarca de la Vega de Granada, en la provincia de Granada, comunidad autónoma de Andalucía. Limita con los municipios de Gójar, La Zubia, Monachil, Capileira, Lanjarón, Dúrcal, Padul y Villa de Otura. Por su término discurre el río Dílar.
El municipio dilareño es una de las treinta y cuatro entidades que componen el área metropolitana de Granada, y comprende el núcleo de población de Dílar —capital municipal— así como las urbanizaciones de Cañadas del Parque y Los Cortijillos.

## Geografía
El término de Dílar se extiende de oeste a este a través de 25,3 km, desde las cercanías del km. 448 de la carretera Motril-Granada, con una altitud en su punto más occidental de 850 m hasta su punto más oriental, el pico del Veleta, con 3398 m de altura sobre el nivel del mar, siendo por tanto la diferencia de nivel entre los dos puntos de 2548 m, con una media ascendente de 100 m por kilómetro recorrido. En realidad, gran parte de su término está incluido en los Parques Natural y Nacional de Sierra Nevada; e incluso algunas de las pistas y remontes mecánicos de la Estación de Esquí de Sierra Nevada discurren por su demarcación.
El ancho máximo norte-sur del municipio es de 5,2 km, en las proximidades de la vertical de la población, que está situada a 878 m de altura. El término ocupa una extensión de 83,91 km².

## Demografía
Dílar cuenta con una población de 2319 habitantes (INE 2024).
| Gráfica de evolución demográfica de Dílar entre 1842 y 2021                                                         |
| |
| Población de derecho según los censos de población del INE Población de hecho según los censos de población del INE |

## Administración y política
Los resultados en Dílar de las últimas elecciones municipales, celebradas en mayo de 2023, son:
| Elecciones Municipales - Dílar (2023) | Elecciones Municipales - Dílar (2023)         | Elecciones Municipales - Dílar (2023) | Elecciones Municipales - Dílar (2023) | Elecciones Municipales - Dílar (2023) |
| Partido político                      | Partido político                              | Votos                                 | Votos                                 | Concejales                            |
| ------------------------------------- | --------------------------------------------- | ------------------------------------- | ------------------------------------- | ------------------------------------- |
|                                       | Partido Popular (PP)                          | 694                                   | 53,59 %                               | 7                                     |
|                                       | Partido Socialista Obrero Español (PSOE)      | 354                                   | 27,33 %                               | 3                                     |
|                                       | Vox (VOX)                                     | 161                                   | 12,43 %                               | 1                                     |
|                                       | Izquierda Unida Para la Gente (PARA LA GENTE) | 72                                    | 5,55 %                                | 0                                     |

### Alcaldes
| Legislatura | Nombre                        | Grupo |
| ----------- | ----------------------------- | ----- |
| 1979-1983   | Manuel Gijón Mochón           | PSOE  |
| 1983-1987   | Manuel Gijón Mochón           | PSOE  |
| 1987-1991   | Manuel Gijón Mochón           | PSOE  |
| 1991-1995   | Francisco Salazar Ruiz        | AdD   |
| 1995-1999   | Francisco Manuel Corrales Gil | PSOE  |
| 1999-2003   | Francisco Manuel Corrales Gil | PSOE  |
| 2003-2007   | José Velasco Bayo             | PP    |
| 2007-2011   | José Velasco Bayo             | PP    |
| 2011-2015   | José Ramón Jiménez Domínguez  | PP    |
| 2015-2019   | José Ramón Jiménez Domínguez  | PP    |
| 2019-2023   | José Ramón Jiménez Domínguez  | PP    |
| 2023-act.   | José Ramón Jiménez Domínguez  | PP    |

## Cultura

### Patrimonio
El monumento más destacado de Dílar es la iglesia parroquial de Santa María de la Concepción, del siglo XVII, concretamente de 1627, de una sola nave rectangular, en la que destacan su cubierta de madera y los frescos barrocos recientemente descubiertos en sus paredes. También son de destacar varias imágenes de los siglos XVII y XVIII, algunas de ellas pertenecientes a la escuela de Mena.
Un monumento clave en Dílar es el santuario-ermita de Ntra. Sra. de las Nieves, del año 1796, que es la cuarta construida en diversos lugares del término de Dílar desde que en 1717 se construyera la primera en las cercanías del Pico Veleta, a partir de entonces llamado “Tajos de la Virgen”, que sin duda fue entonces la más alta de la península ibérica. La actual ermita, es de planta de cruz griega y alberga la imagen de la Patrona de Dílar y Sierra Nevada.
Otros monumentos destacables son el castillo del primer marqués de Dílar, Pablo Díaz Ximénez, del año 1888 e inspirado en la Alhambra. También, una casa solariega del siglo XVII llamada “Casa de Pilatos”, convertida por el ayuntamiento en una sala de exposiciones y reuniones, pasó por ser hostal y bar. En la actualidad está cerrada.

### Fiestas y tradiciones
Las fiestas patronales en honor a la Virgen de las Nieves, Patrona de Dílar y Sierra Nevada, son las fiestas mayores de la localidad. Tienen lugar en torno al 15 de agosto y destacan por la celebración de verbenas, pasacalles, lanzamiento de fuegos artificiales, romería y diversas actividades etc. La madrugada del 14 al 15 de agosto tiene lugar la bajada de la Virgen de las Nieves desde su santuario hasta la parroquia de la localidad, acto que congrega a multitud de fieles venidos de otras localidades vecinas. El la tarde del 15 de agosto, la venerada imagen recorre las principales calles del pueblo regresando de nuevo hasta el templo parroquial, donde permanece hasta el penúltimo domingo de septiembre, en el que tiene lugar el traslado de regreso a su santuario.
El día 2 de enero se celebra la fiesta del "Mosto y del Libro" en la que, por iniciativa popular, se daban a probar los nuevos mostos del año (vino joven de menos de un año pero con alcohol) a cambio de libros para la biblioteca municipal. En los últimos años este evento se ha comercializado.
El día 20 de enero, se celebra el día de San Sebastián, patrón de Dílar, resaltando la procesión, la verbena y la quema de fuegos artificiales.
La víspera del día de todos los Santos, 31 de octubre, es la Fiesta de las Castañas, en la que se tuestan castañas y se toma anís, siendo muchos los vecinos que acuden a esta fiesta disfrazados.
Las tradiciones a destacar son: el día en que Dílar “ata al Diablo” es el día de San Marcos, 25 de abril. El 5 de agosto, día de la Virgen de las Nieves, los dilareños suben a celebrar una Misa en Sierra Nevada en recuerdo de su aparición al sacerdote de Válor, Don Martín de Mérida y su asistente Martín Soto en 1717. La Pastorada, tiene lugar después de la Misa del Gallo, en Nochebuena, y es una representación viviente y cantada del nacimiento de Jesús y la adoración de los pastores.

### Artesanía
Sin lugar a dudas la abundancia del esparto por los montes del pueblo hace de este la principal materia prima para la elaboración de cestos, zurrones, sopladores o esterillas, y utensilios y aperos para el campo tradicional como sogas, serones, agubías, ondas y capachas.
Pero no solo el esparto ha ocupado el tiempo a los artesanos del lugar, por las manos de la mayoría de las mujeres de Dílar, han pasado los mejores encajes o tules.
Cabe destacar en el camino de la ermita la “Casa de las Piedras”, una verdadera obra maestra confeccionada a base de chinas y piedras de la playa, conformando un ambiente de lo más variopinto.